# ماریو میلتون
ماریو میلتون (انگلیسی: Mario Miltone; ۲۶ اوت ۱۹۰۶ – ۱۴ اوت ۱۹۷۶) بازیکن فوتبال اهل ایتالیا بود.
از باشگاه‌هایی که در آن بازی کرده‌است می‌توان به باشگاه فوتبال اینتر میلان، باشگاه فوتبال لچه، باشگاه فوتبال مسینا، باشگاه فوتبال کاتانیا، و باشگاه فوتبال نووارا اشاره کرد.